# Fetbladsblomfluga
Fetbladsblomfluga (Cheilosia semifasciata) är en tvåvingeart som först beskrevs av Becker 1894.  Fetbladsblomfluga ingår i släktet örtblomflugor, och familjen blomflugor. Arten är reproducerande i Sverige. Inga underarter finns listade i Catalogue of Life.